# BelAZ

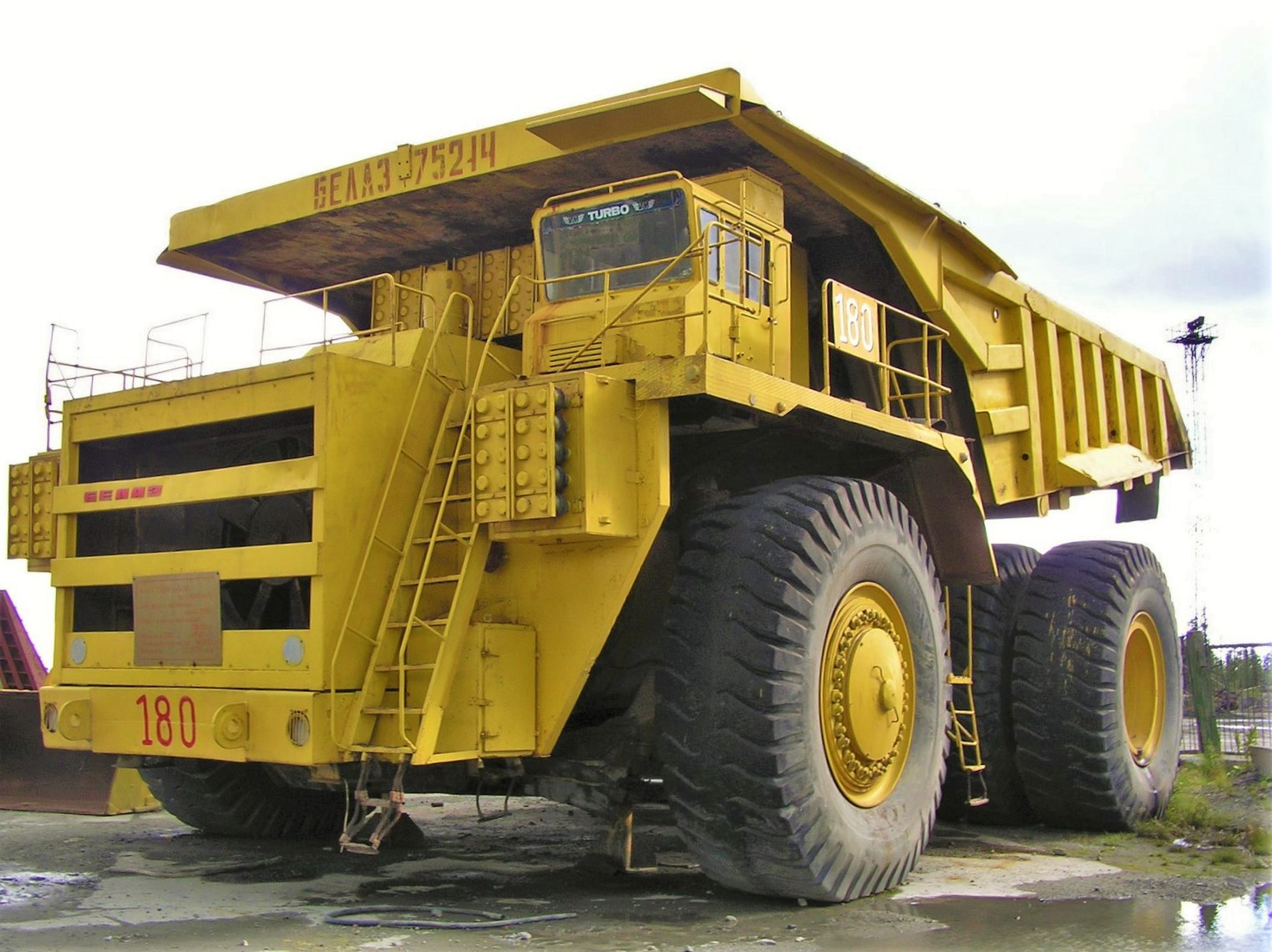
Camión minero BelAZ-75214.

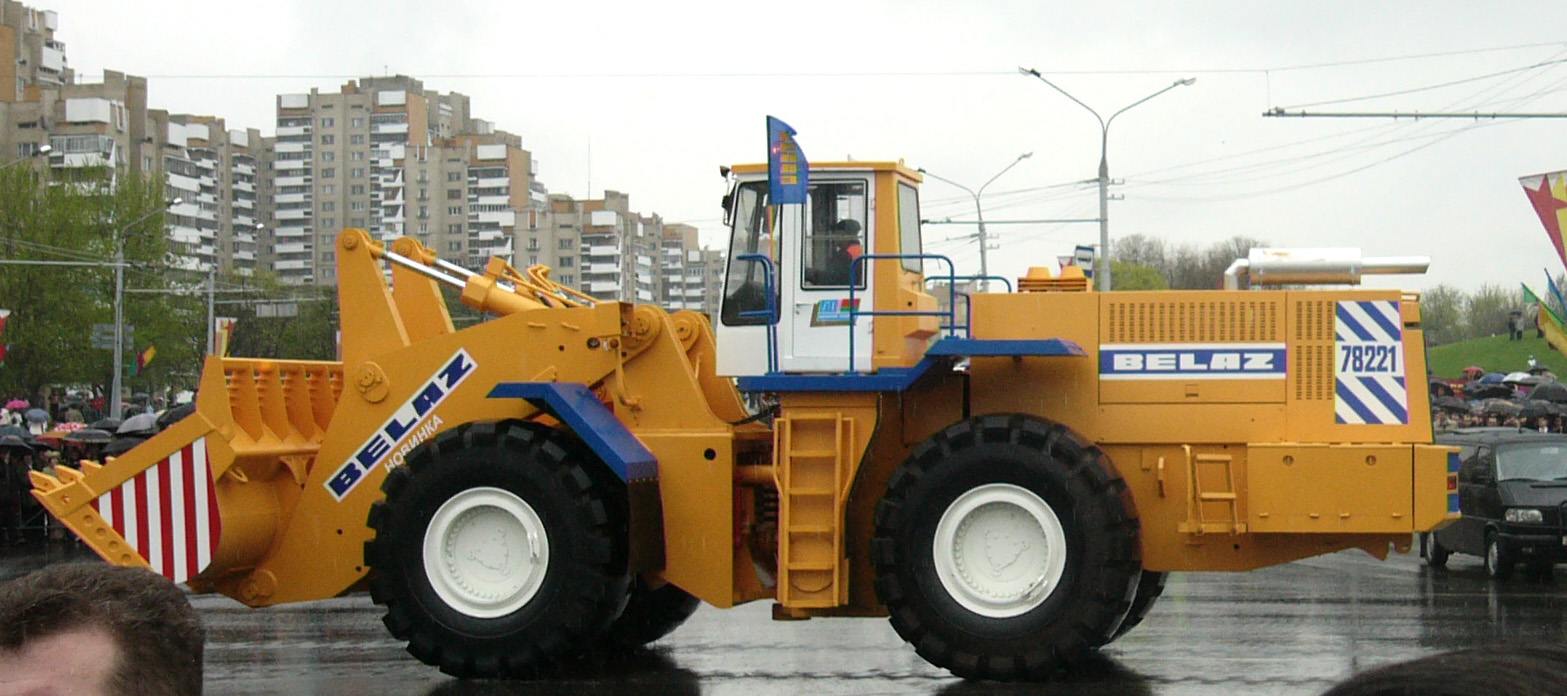
Pala cargadora BelAZ-78221 en el desfile del día de la Victoria en Minsk.

BelAZ (en bielorruso БелАЗ, abreviatura de Беларускі аўтамабільны завод, literalmente «Fábrica Automovilística Bielorrusa») es un fabricante bielorruso de maquinaria para movimiento de materiales. La empresa se fundó en 1948 y desde entonces ha fabricado más de 120 000 camiones y otras máquinas, no solo para regiones de la antigua URSS sino también en 50 países del mundo. 
BelAZ amplió su línea de camiones de volquetas y maquinaria especializada y emprendió la fabricación de nuevos productos, como equipos de construcción, metalurgia y minería subterránea. La empresa posee su propio departamento de investigación y desarrollo, una línea de producción contemporánea y un avanzado sistema de administración que en conjunto permite diseñar y producir equipos de alta calidad y rendimiento para la minería y otras industrias.
Los vehículos BelAZ se hicieron con una reputación para trabajos en cualquier tipo de terreno y geografía: desde el extremo Norte hasta los cálidos trópicos.
BelAZ desarrolla un importante plan inversor en Bielorrusia. El sistema de calidad integrada en procesos de diseño, elaboración, fabricación, montaje y servicio de camiones cumple las demandas de estándares internacionales ISO 9000.

## Historia
- En 1948, se construyó maquinaria para la extracción de turba para la estación de ferrocarriles Žodzina.
- En 1951, la planta fue expandida para la fabricación de maquinaria de construcción de caminos y movimiento de tierras y cambió su nombre a "Dormash" (Дормаш), una abreviación para "дорожное машиностроение", "edificio de maquinarias para construcción de caminos".
- En 1958 cambió su nombre a BelAZ. Inicialmente produjo camiones MAZ.
- En 1961 el primer hoyo de 27 toneladas BelAZ y el primer carro de minas era manufacturado.
- En 1990 fue fabricado un camión de 280 toneladas.
- En los planes de 2005 se reveló la producción del BelAZ-75600 con 320 toneladas de capacidad, ordenado por la explotación minera Kuzbass.
- En el 2013 lanzó el camión BelAZ 75710 el cual hasta inicios del 2016 es el camión minero más grande del mundo.
- El 21 de junio de 2021, BelAZ fue añadido a la lista de sanciones de la Unión Europea por represiones contra los trabajadores que participaron en protestas masivas contra Alexander Lukashenko tras las controvertidas elecciones presidenciales de 2020."[1] El mismo día, BelAZ también fue sancionado por Canadá.[2] Posteriormente, Suiza y Estados Unidos también sancionarón a la empresa.[3][4]
- En marzo de 2023, el Tesoro de EE. UU. incluyó a BelAZ y a su director ejecutivo, Sergei Nikiforovich, en la Lista de personas bloqueadas y nacionales especialmente designados (SDN).[5]
- En mayo de 2023, Ucrania también impuso sanciones contra BelAZ.[6]